# Pilas
Pilas ist eine Stadt in der Provinz Sevilla in Spanien mit 14.105 Einwohnern (Stand: 2024). Sie ist Teil der Comarca Aljarafe in Andalusien.

## Lage
Die Gemeinde Pilas grenzt im Norden an Huévar und Chucena, letztere in der Provinz Huelva, im Süden an Villamanrique de la Condesa, im Osten an Aznalcázar und im Westen an Hinojos (Provinz Huelva).

## Geschichte
Die ersten Dokumente über Pilas basieren auf den Texten des römischen Schriftstellers Plinius des Älteren, der Pilias im Alontigicelos und in der Nähe des Flusses Menoba verortete, ein Gebiet, das im Römischen Reich ein gewisses Prestige genoss, da das exportierte Olivenöl sehr geschätzt wurde.

## Wirtschaft
Dank der Olivenproduktion, einem der Hauptzweige der Landwirtschaft, in dem die Gemeinde sich auszeichnet, wurde sie Ende der 1990er Jahre als Welthauptstadt der Tafelolive bezeichnet.